# Medinyà
Medinyà est une commune de la province de Gérone, en Catalogne, en Espagne dans la comarque de Gironès.

## Géographie
En plus du village principal, le territoire de la commune comprend les hameaux de Santa Fe de la Serra, Tomet, Lladrers et Vall-llobera.
La commune est traversée par le Ter.

## Histoire
Medinyà est mentionné pour la première fois en 1017.
En 1972, le territoire de Medinyà est rattaché à la commune de Sant Julià de Ramis. La commune retrouve son indépendance le 4 juin 2015. Elle est gérée depuis par une commission spéciale de cinq personnes, en attendant les élections municipales de 2019 pour lui permettre de constituer un conseil municipal réglementaire.

## Culture locale et patrimoine

### Lieux et monuments
- Le château de Medinyà, construit au Moyen Âge puis remanié du XVIe au XVIIIe siècle.

### Personnalités liées à la commune
- Gaufred de Medinyà, évêque de Gérone de 1196 à 1198.